# Élections européennes de 1989 en Écosse
Des élections européennes de 1989 ont lieu le 15 juin 1989 pour élire 8 des 81 députés européens britanniques.

## Résultats
| Inscrits                       | Inscrits           | Inscrits           | 3 893 576 |             |                     |                     |
| Suffrages exprimés             | Suffrages exprimés | Suffrages exprimés | 1 586 885 |             | 8 sièges à pourvoir | 8 sièges à pourvoir |
|                                |                    |                    |           |             |                     |                     |
| Liste                          | Tête de liste      |                    | Suffrages | Pourcentage | Sièges acquis       | Var.                |
| Parti travailliste             | Néant              |                    | 664 263   | 41,86 %     | 7 / 8               | + 2                 |
| SNP                            | Néant              |                    | 406 686   | 25,63 %     | 1 / 8               | =                   |
| Parti conservateur             | Néant              |                    | 331 495   | 20,89 %     | 0 / 8               | - 2                 |
| Parti vert                     | Néant              |                    | 115 028   | 7,25 %      | 0 / 8               |                     |
| Libéraux-démocrates            | Néant              |                    | 68 056    | 4,29 %      | 0 / 8               | =                   |
| Parti communiste britannique   | Néant              |                    | 1 164     | 0,07 %      | 0 / 8               |                     |
| Parti communiste international | Néant              |                    | 193       | 0,01 %      | 0 / 8               |                     |

## Par circonscription

### Glasgow
| Candidats                      | Candidats                      | Partis                         | Voix    | %    | +/−  |
| ------------------------------ | ------------------------------ | ------------------------------ | ------- | ---- | ---- |
|                                | Janey Buchan                   | Parti travailliste             | 107 818 | 55,4 | 3,8  |
|                                | A. Brophy                      | Parti national écossais        | 48 586  | 24,9 | 14,2 |
|                                | A.K. Bates                     | Parti conservateur             | 20 761  | 10,7 | 5,8  |
|                                | D. L. Spaven                   | Parti vert                     | 12 229  | 6,3  |      |
|                                | J. Morrison                    | Libéraux-démocrates            | 3 887   | 2,0  | 11,6 |
|                                | D. Chalmers                    | Parti communiste britannique   | 1 164   | 0,6  |      |
|                                | J. Simons                      | Parti communiste international | 193     | 0,1  |      |
| Total (Participation : 39,9 %) | Total (Participation : 39,9 %) | Total (Participation : 39,9 %) | 194 638 | 100  |      |

### Highlands and Islands
| Candidats                      | Candidats                      | Partis                         | Voix    | %    | +/−  |
| ------------------------------ | ------------------------------ | ------------------------------ | ------- | ---- | ---- |
|                                | Winnie Ewing                   | Parti national écossais        | 66 297  | 51,5 | 9,7  |
|                                | A. McQuarrie                   | Parti conservateur             | 21 602  | 16,8 | 0,8  |
|                                | N.L. MacAskill                 | Parti travailliste             | 17 848  | 13,9 | 0,2  |
|                                | M.A.O. Gregson                 | Parti vert                     | 12 199  | 9,5  |      |
|                                | N. Mitchison                   | Libéraux-démocrates            | 10 644  | 8,3  | 19,8 |
| Total (Participation : 41,0 %) | Total (Participation : 41,0 %) | Total (Participation : 41,0 %) | 128 590 | 100  |      |

### Lothians
| Candidats                      | Candidats                      | Partis                         | Voix    | %    | +/−  |
| ------------------------------ | ------------------------------ | ------------------------------ | ------- | ---- | ---- |
|                                | David Martin                   | Parti travailliste             | 90 840  | 41,3 | 0,9  |
|                                | C.M. Blight                    | Parti conservateur             | 52 014  | 23,6 | 2,9  |
|                                | J. Smith                       | Parti national écossais        | 44 935  | 20,4 | 8,4  |
|                                | Robin Harper                   | Parti vert                     | 22 983  | 10,5 | 9,1  |
|                                | K. Leadbetter                  | Libéraux-démocrates            | 9 222   | 4,2  | 15,5 |
| Total (Participation : 42,0 %) | Total (Participation : 42,0 %) | Total (Participation : 42,0 %) | 219 994 | 100  |      |

### Mid Scotland and Fife
| Candidats                      | Candidats                      | Partis                         | Voix    | %    | +/− |
| ------------------------------ | ------------------------------ | ------------------------------ | ------- | ---- | --- |
|                                | Alex Falconer                  | Parti travailliste             | 102 246 | 46,1 | 3,5 |
|                                | Kenny MacAskill                | Parti national écossais        | 50 089  | 22,6 | 6,3 |
|                                | A.F. Christie                  | Parti conservateur             | 46 505  | 20,9 | 7,3 |
|                                | G.C. Morton                    | Parti vert                     | 14 165  | 6,4  |     |
|                                | M. Black                       | Libéraux-démocrates            | 8 857   | 4,0  | 8,9 |
| Total (Participation : 41,5 %) | Total (Participation : 41,5 %) | Total (Participation : 41,5 %) | 221 862 | 100  |     |

### North East Scotland
| Candidats                      | Candidats                      | Partis                         | Voix    | %    | +/−  |
| ------------------------------ | ------------------------------ | ------------------------------ | ------- | ---- | ---- |
|                                | Henry McCubbin                 | Parti travailliste             | 65 348  | 30,6 | 2,2  |
|                                | Allan Macartney                | Parti national écossais        | 62 735  | 29,4 | 8,2  |
|                                | James Provan                   | Parti conservateur             | 56 835  | 26,7 | 7,5  |
|                                | E.M. Hill                      | Parti vert                     | 15 584  | 7,3  |      |
|                                | S.A. Horner                    | Libéraux-démocrates            | 12 704  | 6,0  | 10,2 |
| Total (Participation : 38,4 %) | Total (Participation : 38,4 %) | Total (Participation : 38,4 %) | 213 206 | 100  |      |

### South of Scotland
| Candidats                      | Candidats                      | Partis                         | Voix    | %    | +/− |
| ------------------------------ | ------------------------------ | ------------------------------ | ------- | ---- | --- |
|                                | Alex Smith                     | Parti travailliste             | 81 366  | 39,8 | 4,7 |
|                                | Alasdair Hutton                | Parti conservateur             | 65 673  | 32,2 | 4,8 |
|                                | M. Brown                       | Parti national écossais        | 35 155  | 17,2 | 3,7 |
|                                | J.D. Button                    | Parti vert                     | 11 658  | 5,7  |     |
|                                | J.E. McKerchar                 | Libéraux-démocrates            | 10 368  | 5,1  | 9,3 |
| Total (Participation : 41,5 %) | Total (Participation : 41,5 %) | Total (Participation : 41,5 %) | 204 220 | 100  |     |

### Strathclyde East
| Candidats                      | Candidats                      | Partis                         | Voix    | %    | +/− |
| ------------------------------ | ------------------------------ | ------------------------------ | ------- | ---- | --- |
|                                | Ken Collins                    | Parti travailliste             | 109 170 | 56,2 | 2,4 |
|                                | G.A. Leslie                    | Parti national écossais        | 48 853  | 25,2 | 7,6 |
|                                | Dr. M.K. Dutt                  | Parti conservateur             | 22 233  | 11,4 | 4,7 |
|                                | A. Whitelaw                    | Parti vert                     | 9 749   | 5,0  |     |
|                                | G.C.H. Lait                    | Libéraux-démocrates            | 4 276   | 2,2  | 5,5 |
| Total (Participation : 39,3 %) | Total (Participation : 39,3 %) | Total (Participation : 39,3 %) | 194 281 | 100  |     |

### Strathclyde West
| Candidats                      | Candidats                      | Partis                         | Voix    | %    | +/−  |
| ------------------------------ | ------------------------------ | ------------------------------ | ------- | ---- | ---- |
|                                | Hugh McMahon                   | Parti travailliste             | 89 627  | 42,7 | 1,9  |
|                                | C. Campbell                    | Parti national écossais        | 50 036  | 23,8 | 7,1  |
|                                | S.J. Robin                     | Parti conservateur             | 45 872  | 21,8 | 5,6  |
|                                | G. Campbell                    | Parti vert                     | 16 461  | 7,8  |      |
|                                | D.J. Herbison                  | Libéraux-démocrates            | 8 098   | 3,9  | 11,2 |
| Total (Participation : 42,6 %) | Total (Participation : 42,6 %) | Total (Participation : 42,6 %) | 210 094 | 100  |      |

## Députés européens élus
| Circonscription       | Député sortant | Député sortant  | Député élu | Député élu     |
| --------------------- | -------------- | --------------- | ---------- | -------------- |
| Glasgow               |                | Janey Buchan    |            | Janey Buchan   |
| Highlands and Islands |                | Winnie Ewing    |            | Winnie Ewing   |
| Lothians              |                | David Martin    |            | David Martin   |
| Mid Scotland and Fife |                | Alex Falconer   |            | Alex Falconer  |
| North East Scotland   |                | James Provan    |            | Henry McCubbin |
| South of Scotland     |                | Alasdair Hutton |            | Alex Smith     |
| Strathclyde East      |                | Ken Collins     |            | Ken Collins    |
| Strathclyde West      |                | Hugh McMahon    |            | Hugh McMahon   |